# Церковь Пантелеимона Целителя (Миллерово)
Церковь Пантелеимона Целителя (Церковь Святого Великомученика и Целителя Пантелеимона, Пантелеимоновская церковь) —  православный храм Шахтинской и Миллеровской епархии, Миллеровское благочиние, в городе Миллерово Ростовской области.
Адрес: 346130, Ростовская область, Миллеровский район, город Миллерово, улица 3-го Интернационала, 66. Находится церковь в старом здании, выделенном администрацией города.

## История
История современного храма началась в июле 1998 года, когда архиепископ Ростовский и Новочеркасский Пантелеимон благословил её открытие в переоборудованном здании советской постройки. Днем рождения прихода стало 9 августа этого же года, когда была отслужена первая Божественная Литургия. Также в 1998 году при Свято-Пантелеимоновском приходе была основана воскресная школа.
Храмовая икона Великомученика и Целителя Пантелеимона содержит частицу его святых мощей. Также в церкви хранятся частицы мощей святых — святителя Николая-чудотворца, преподобного Сергия Радонежского, блаженного Павла Таганрогского, праведного Симеона Верхотурского, святителя Филарета Московского (Дроздова), святителя Феофана, Затворника Вышенского и других угодников Божиих.
По благословению архиепископа Пантелеимона 29 сентября 2001 года была торжественно совершена закладка нового храма В честь Святого Великомученика Целителя Пантелеимона. С помощью попечительского совета было начато строительство, вёлся сбор пожертвований на строительство храма. Храм строиился много лет и был открыт в январе 2025 года, когда в нём прошло первое богослужение.
Настоятелем Пантелеимоновского храма является иеромонах Димитрий (Яроцкий).